# Gare de Fougerolles
Gare de Fougerolles vasútállomás Franciaországban, Fougerolles településen.

## Vasútvonalak
Az állomást az alábbi vasútvonalak érintik:
- Corbenay-Faymont-vasútvonal

## Kapcsolódó állomások
A vasútállomáshoz az alábbi állomások vannak a legközelebb: